# ليئور اسولين
ليئور أسولين (بالعبرية: ליאור אסולין‏)، (6 أكتوبر 1980 - 7 أكتوبر 2023) هو لاعب كرة قدم إسرائيلي لعب كمهاجم، قُتل خلال هجوم على مهرجان رعيم الموسيقي في اليوم الأول من الحرب الفلسطينية الإسرائيلية عام 2023.